# Flabellina llerae
Flabellina llerae is een slakkensoort uit de familie van de Flabellinidae. De wetenschappelijke naam van de soort is voor het eerst geldig gepubliceerd in 1989 door Ortea.